# Pentanisia ouranogyne
Pentanisia ouranogyne är en måreväxtart som beskrevs av Spencer Le Marchant Moore. Pentanisia ouranogyne ingår i släktet Pentanisia och familjen måreväxter. Inga underarter finns listade i Catalogue of Life.